# Uchimura Kanzō

Kanzo Uchimura um 1900

Uchimura Kanzō (jap. 内村 鑑三; * 23. März 1861 in Edo; † 28. März 1930) war ein japanischer protestantischer Christ, Kolumnist und Pazifist. Er war Begründer der christlichen Mukyokai-Bewegung. Als Kolumnist war er ein scharfer Kritiker des ersten Sino-Japanischen und Russisch-Japanischen Krieges.

## Biographie
Über seine Jugendzeit und frühe Jahren als Christ hat Uchimura eine Autobiographie verfasst. Sein Buch The Diary of a Christian Convert (Deutsche Ausgabe: Wie ich ein Christ wurde) war bewusst für ein westliches Publikum gedacht und daher in englischer Sprache verfasst.

### Jugend und Bekehrung zum Christentum
Uchimura wurde am 23. März 1861 als Sohn einer Samuraifamilie in Edo geboren. Nach der normalen Grundschule begann er mit vierzehn Jahren Englisch an der Foreign Language School zu lernen. 1877 wechselte Uchimura mit der Erlaubnis seiner Eltern auf das Sapporo Agricultural College, an dem die Studenten unter dem Einfluss eines amerikanischen Dozenten zum christlichen Glauben gefunden hatten. Er lernte dort das Christentum kennen und besuchte sonntägliche Versammlungen, über die er schrieb:

“One Sunday morning a school-mate of mine asked me whether I would not go with him to ‘a certain place in foreigners quarter, where we can hear pretty women sing, and a tall big man with long beard shout and howl upon an elevated place, flinging his arms and twisting his body in all fantastic manners, to all which admittance is entirely free.’ … sight-seeing, and not truth-seeking, was the only view I had in my ‘Sunday excursion to the settlement’ as I called it.”

Unter dem methodistischen Missionar M. C. Harris ließ Uchimura sich taufen und er besuchte zunächst dessen Gemeinde. Er begann jedoch bald gemeinsam mit sieben Kommilitonen eigene Gottesdienste, Gebets- und Bibelstunden abzuhalten. Alles geschah ohne Aufwand und schlicht. Einer seiner christlichen Freunde war in dieser Zeit Nitobe Inazō.
Nach dem Studium hat er zusammen mit seinen Freunden zunächst weiterhin Versammlungen abgehalten. Nachdem der methodistische Missionar wegzog, kam ein anderer Reverend, der die Idee ihrer unabhängigen Zusammenkünfte nicht unterstützte. Als sie nun Überlegungen anstellten, ein Gebäude für ihre unabhängige, japanische Gemeinde zu bauen, bot die Methodistische Kirche Geld an, was sie dankend annahmen. Als dann aber der endgültige Ausbruch in die Unabhängigkeit geschah, wollte der neue Missionar umgehend das Geld zurück, denn er hatte sich erhofft, dass die Gemeinde methodistisch würde. Über Monate lebten die jungen Leute in ärmlichen Umständen, um diese Schuld so schnell wie möglich auszugleichen. Dieses Erlebnis und die rivalisierenden Konfessionen in derselben Stadt bauten seine tiefe Abneigung gegen die institutionalisierten, westlichen Kirchen und Missionare auf. Uchimura merkt dazu an:

“What is the use of having two separate Christian communities, when even one is not strong enough to stand upon its own feet. We felt for the first time in our Christian experience the evils of denominationalism.”

Im Juli 1881 schloss Uchimura sein Studium als Klassenbester ab. Seine Abschlussarbeit hatte den Titel Fishery as Science. Er arbeitete für die japanische Regierung und blieb zunächst in Sapporo, doch bald zog Uchimura nach Tokio. In dieser Zeit heiratete er gegen den Willen seiner Eltern und seiner Freunde Take Asada. Die Ehe hielt nur wenige Monate, und er ließ sich wieder scheiden. Beschämt nach diesem Fehlgriff, beschloss er in die Vereinigten Staaten zu reisen.

### Erlebnisse in Amerika
Uchimura nahm die langen Strapazen einer Reise in den christlichen Westen auf sich, um in das Land zu kommen, das das Christentum nach Japan brachte. Übertrieben beschreibt er seine Sicht von den USA so:

“My idea of the Christian America was lofty, religious, Puritanic. I dreamed of its templed hills, and rocks that rang with hymns and praises. Hebraisms, I thought, to be the prevailing speech of the American commonality, and cherub and cherubim, hallelujahs and amens, the common language of its streets. ... Indeed, the image of America as pictured upon my mind was that of a Holy Land.”

Die Hebraismen entpuppten sich jedoch als blasphemische Flüche, Uchimura und ein Freund wurden bestohlen und er entdeckte, wie ungerecht und abwertend chinesische Gastarbeiter ausgenutzt wurden. Uchimura zählt noch weitere Ungereimtheiten auf, wie z. B. Glücksspiele, Alkoholmissbrauch, Tierschaukämpfe, kapitalistische Tyrannei. Uchimura schämte sich dieses christlichen Landes, das er so verehrte und das er in Japan als moralisch überlegen angepriesen hatte. Diese Erlebnisse veränderten sein Denken nachhaltig und führten ihn zu der Überzeugung, dass die konfuzianistisch-moralische Denk- und Lebensweise in Asien den Westen übertrafen.
Uchimura fiel in eine depressive Phase und begann in einem Heim für geistig behinderte Kinder zu arbeiten. Dort lernte er den Leiter und Quäker Dr. Kerlin, den Uchimura als Philanthrop bezeichnet, kennen und schätzen. Nachdem es ihm besser ging, fing er am Amherst College zu studieren an. Rektor Julius H. Seelye kannte er von Büchern und dieser nahm ihn am College auf. Eine entbehrungsreiche Zeit begann: in einer Dachkammer mit schrottreifem Inventar hauste Uchimura die nächsten zwei Jahre seines Studiums in Amherst. Auch an dieser Schule glänzte er in fast allen Fächern; nur mit der westlichen Philosophie hatte er Probleme. Dort lernte er in reformatorischer Weise Christus kennen, so dass er in sein Tagebuch folgende, fundamentale Erkenntnis schreibt:

“Very important day in my life. Never was the atoning power of Christ more clearly revealed to me than it is to-day. In the crucifixion of the Son of God lies the solution of all the difficulties that buffeted my mind thus far. Christ paying all my debts, can bring me back to the purity and innocence of the first man before the Fall. Now I am God's child, and my duty is to believe Jesus. For His sake, God will give me all I want. He will use me for his glory, and will save me in Heaven at last.”

Mit neuer Kraft beendete er seine Studien in Amherst und fing ein Theologiestudium am Hartford Theological Seminary an. Zunächst gefiel ihm das Studium, doch mehr und mehr konnte er mit praxisferner Theologie nichts mehr anfangen. Außerdem stieß ihn der fehlende, seiner Meinung nach aber notwendige, Ernst der Studenten und die Diskussion um Geld für Predigten ab. Er unterbrach das Studium schon bald und auch aus gesundheitlichen Gründen entschied er sich deshalb, wieder in seine geliebte Heimat zurückzukehren.
Uchimura lernte in Amerika die Abgründe westlicher Zivilisation kennen und wurde auf Lebenszeit zu einem, an vielen Stellen subjektiven, Kritiker Amerikas und des amerikanischen Christentums. Er lernte jedoch auch Menschen kennen, die er positiv in Erinnerung behielt. Einer der Personen war David Bell, den er in seinem ganzen Leben beim ersten, zufälligen Treffen für eine halbe Stunde auf einer seiner Reisen traf und später nur noch zweimal. Dennoch hielt die Brieffreundschaft über 40 Jahre.

### In Japan als Schriftsteller

Uchimura hat sein Lebensmotto in seine Bibel geschrieben und mit dem Hinweis To be Inscribed upon my Tomb versehen.

In den folgenden Jahren, in denen er als Lehrer und Publizist arbeitete, erfolgte im Großen und Ganzen eine vertiefte Emanzipation von den westlichen Kirchen und Missionaren in Japan. Aber auch die Pastoren und Missionare distanzierten sich zusehends von Uchimura. Uchimura war zunächst, nachdem er aus Amerika zurückgekehrt war, ein Fremder in seiner Heimat, lebte sich aber wieder in Japan ein. Er fand auch bald seine zweite Frau. Er wurde an mehreren Schulen angestellt, die entweder wieder schließen mussten, oder er konnte sich nicht mit der Ausrichtung der Schule anfreunden.
Ein besonders einschneidendes Erlebnis war seine Verweigerung, sich 1891 vor dem kaiserlichen Erziehungsedikt zu verbeugen, als er als Lehrer an einer Schule in Tokio lehrte. Aus christlicher Überzeugung brachte er es nicht fertig, sein Haupt vor dem Tennō zu beugen. Er wurde dadurch praktisch zu einem Verräter der Nation und von der japanischen Presse geächtet. Obwohl Uchimura den Inhalt des Schreibens, das im Grunde konfuzianisch-moralische Grundlagen für die Pädagogik legte, unterstützte, konnte er sich nicht rehabilitieren. Er wurde aus der Lehranstalt verbannt und erkrankte für mehrere Monate an einer Pneumonie, so dass er sich nicht öffentlich verteidigen konnte. Seine Frau wurde ebenfalls von der Krankheit niedergestreckt und verstarb.
1892 zog er nach Osaka, um als Lehrer zu arbeiten, dort heiratete er zum dritten Mal. Aus dieser Ehe mit Shizuko Okada entstanden eine Tochter namens Ruth, die auch im Kindesalter verstarb, und ein Sohn namens Yuji. Nach einem kurzen Aufenthalt in Kumamoto zog er nach Kyōto, um ab da mit Schreiben seinen Lebensunterhalt zu bestreiten, unterbrochen durch eine kurze Lehrtätigkeit in Nagoya.
Ab 1895 arbeitete er über fünf Jahre als englischsprachiger Kolumnist für eine große japanische Tageszeitung, die Yorozu Chōhō. In dieser Zeit wurden die Verhältnisse in Japan vom ersten Sino-Japanischen Krieg 1894–1895 um Korea überschattet. Zunächst rechtfertigte Uchimura den kriegerischen Einfall in Korea damit, dass Japan im Grunde Korea vor China schützen und retten wolle. Nach dem Krieg bemerkte er allerdings, dass dieser Krieg keinesfalls aus idealistischen Gründen geführt wurde, was er auch beschämt eingestand. Einige Jahre später verwandelte er sich in einen kompromisslosen Pazifisten, so dass er als Herausgeber einer zunächst liberaleren Zeitung zusammen mit zwei weiteren Schreibern kündigte, nachdem die Zeitung den Russo-Japanischen Krieg 1904–1905 unterstützte.
Er begann das Magazin Tokyo Dokuritsu Zasshi (dt. „Unabhängiges Magazin Tokyo“) für zwei Jahre zu publizieren, danach das bis zu seinem Tod herausgegebene Magazin Seisho no Kenkyu (dt. „Bibelstudium“). Der Titel stand in englischer Sprache auf dem Cover: The Bible Study mit dem Untertitel Pro Christo et patria (dt. „für Christus und Vaterland“). Für kurze Zeit brachte er auch ein Magazin mit dem Namen Mukyokai heraus. Auch das englischsprachige Magazin The Japan Christian Intelligencer wurde von ihm herausgegeben.

### Spätere Jahre
In den letzten Jahren seines Lebens kam er zu einer besonderen, eschatologischen Überzeugung über die Parusie Jesu Christi, über das er in ganz Japan über mehrere Jahre hinweg Vorträge hielt.
In dieser Zeit kümmerte er sich vor allem um seine Gemeinde, die er in Tokio um sich scharte. Zusammen mit dem CVJM hielt er Evangelisationen ab. Obwohl dieser Abschnitt seines Lebens viele Jahre umfasste, so waren die Zeiten der Umbrüche vorbei.
Uchimura verstarb friedlich zu Hause am 28. März 1930 in Tokio, kurz nach seinem neunundsechzigsten Geburtstag, an Herzversagen.
Seine Grabstätte befindet sich auf dem Friedhof Tama in Fuchū (Präfektur Tokio).

## Veröffentlichungen
- Kanzo Uchimura: The Complete Works of Kanzo Uchimura. 7 Bände. Kyobunkan, Tokyo 1971–1973.
- Kanzo Uchimura: The Diary of a Japanese Convert. F. H. Revell, New York 1895 (online verfügbar unter archive.org oder Wikisource).
- Kanso Utschimura: Japanische Charakterköpfe. D. Gundert, Stuttgart 1908.
- Kanso Utschimura: Wie ich ein Christ wurde: Bekenntnisse eines Japaners. D. Gundert, Stuttgart 1905.
- Kanzo Uchimaru: "Representative Men of Japan" Essays; Japanisch/Deutsch, neue englische Übersetzung: Kazuo Inamori; Kodansha, Tokyo 2002, ISBN 978-4-7700-2928-7.